# Samuel Pierce
Samuel Riley Pierce, Jr., född 8 september 1922 i Glen Cove, New York, död 31 oktober 2000 i Silver Spring, Maryland, var en amerikansk jurist och republikansk politiker.
Pierce var USA:s bostadsminister mellan åren 1981 och 1989, det vill säga under hela Ronald Reagans presidentperiod.